# Mycale hispida
Mycale hispida är en svampdjursart som först beskrevs av Lawrence Morris Lambe 1893.  Mycale hispida ingår i släktet Mycale och familjen Mycalidae. Inga underarter finns listade i Catalogue of Life.